# Burgbernheim
Burgbernheim (ⓘ, ostfränkisch Bärna) ist eine Stadt im Landkreis Neustadt an der Aisch-Bad Windsheim (Mittelfranken, Bayern) und der Sitz der Verwaltungsgemeinschaft Burgbernheim. Die Stadt ist ein staatlich anerkannter Erholungsort.

## Geografie

### Geografische Lage
Burgbernheim liegt am Ostfuß der Frankenhöhe und am Südwestrand der Windsheimer Bucht. Über die Frankenhöhe verläuft die Europäische Wasserscheide zwischen Donau und Rhein. Auf Burgbernheimer Gebiet ist das Quellgebiet der Altmühl. Eine gefasste Quelle liegt bei der Siedlung Erlach. An einem Parkplatz der Bundesstraße 13 bei Schwebheim entspringt die Aisch.

### Nachbargemeinden
Die Nachbargemeinden sind:
- Ergersheim
- Bad Windsheim
- Illesheim
- Marktbergel
- Windelsbach
- Gallmersgarten
- Ohrenbach

(Aufzählung: Im Norden beginnend im Uhrzeigersinn.)

### Gemeindegliederung
Es gibt zehn Gemeindeteile (in Klammern ist der Siedlungstyp angegeben):
- Aumühle (Einöde)
- Buchheim (Pfarrdorf)
- Burgbernheim (Hauptort)
- Hagenmühle (Einöde)
- Hilpertshof (Einöde)
- Hochbach (Weiler)
- Pfaffenhofen (Kirchdorf)
- Schwebheim (Pfarrdorf)
- Siedlung Erlach (Weiler)
- Wildbad (Einöde)

Burgbernheim Bahnhof und Erlmühle bestehen als Gemeindeteile nicht mehr. Rannachmühle zählt zum Gemeindeteil Buchheim und die Simons- und Ziegelmühle zum Gemeindeteil Pfaffenhofen.
Es gibt auf dem Gemeindegebiet die Gemarkungen Buchheim, Burgbernheim, Pfaffenhofen und Schwebheim. Die Gemarkung Burgbernheim hat eine Fläche von 27,999 km². Sie ist in 3396 Flurstücke aufgeteilt, die eine durchschnittliche Fläche von 8185,87 m² haben. In ihr liegen neben dem namensgebenden Ort die Gemeindeteile Aumühle, Hagenmühle, Hilpertshof, Hochbach, Siedlung Erlach und Wildbad.

## Geschichte
Der Ort wurde 889 als „Berenheim“ erstmals urkundlich erwähnt, 1224 als „Bernheim“ und ab 1309 schließlich als „Burkbernheim“. Bestimmungswort des Ortsnamens ist der Personenname Bero, vielleicht auch der Tiername des dort ehemals anzutreffenden Bären (von dem wiederum der Personenname Bero abgeleitet ist). Zur Unterscheidung von dem ca. 30 km weiter nördlich gelegenen Bernheim (heute Mainbernheim genannt) erhielt der Ort den Zusatz „burc“ (mhd. für umschlossener, befestigter Ort, Burg, Stadt).
Ab 1282 unterstand „Bernheim“ der Burggrafschaft Nürnberg, die es über den Vicedomsitz Neustadt aus verwalteten. Nach einem Vergleich der in dieser Region herrschenden Hohenzollern mit dem Würzburger Fürstbischof Johann II. von Brunn im Jahr 1436 wurden die in Bernheim gelegenen Güter und Wälder des Hochstifts Würzburg an die Nürnberger Bürger und Gebrüder Riedern verkauft. Die Reformation setzte sich in Burgbernheim ab 1530 durch. Während des Dreißigjährigen Krieges erlitt Burgbernheim vor allem durch ab Herbst 1631 einfallende marodierende Söldner größere Schäden.
Gegen Ende des 18. Jahrhunderts gab es in Burgbernheim 208 Anwesen. Das Hochgericht und die Stadtherrschaft übte das brandenburg-bayreuthische Schultheißenamt Burgbernheim aus. Die Dorf- und Gemeindeherrschaft hatte das Kastenamt Neustadt an der Aisch. Grundherren waren das Schultheißenamt Burgbernheim (197 Anwesen: Kirche, 2 Pfarrhäuser, 2 Schulhäuser, 2 Mühlen, 1 Gut, 1 Gütlein, 190 Häuser, Ziegelei, Wildbad, Schafhof), das Rittergut Obernzenn-Aberdar (5 Häuser), das Castell’sche Amt Burghaslach (3 Häuser), die Verwaltung Burgbernheim des Juliusspitals Würzburg (1 Haus mit Braurecht, 1 Haus) und der Freiherr von Greifenklau aus Würzburg (Schlösslein).
Im Geographischen statistisch-topographischen Lexikon von Franken (1799) wird der Ort folgendermaßen beschrieben:

„Burg-Bernheim, Bayreuthischer Marktflecken und Schloß, drey Stunden von Windsheim gegen Rothenburg. Es ist ein uralter Ort, der bereits 898 in einer Urkunde K. Arnulphs vorkommt mit einer Superintendentur. Das ehemalige Schultheisen-Amt ist nun dem Kammer-Amte Ipsheim einverleibet. Nahe an dem Orte (1⁄2 Stunde davon) findet sich ein Wildbad, das aus 5 Brunnen besteht. Es wird theils zum Trinken, theils zum Baden gebraucht und hat von Karl dem Großen, Lothar II. Heinrich IV. Karl IV. Ludwig IV. und Churfürsten Albrecht zu Brandenburg Privilegien empfangen. Bey diesen Brunnen sind 3 Wohngebäude, einige Scheunen und Stallungen. Neben den Handwerken, besonders Ledergerbereyen, treiben die Einwohner in Burg Bernheim auch starken Viehhandel. Von der Markung des Orts bezieht der Graf von Castell Rüdenhausen einen kleinen Zehend.“

Von 1797 bis 1810 unterstand der Ort dem Justizamt Külsheim und Kammeramt Ipsheim. 1810 kam Burgbernheim an das Königreich Bayern. Im Rahmen des Gemeindeedikts wurde 1811 der Steuerdistrikt Burgbernheim gebildet, zu dem Aumühle, Bergtshofen, Erlmühle, Gallmersgarten, Hagenmühle, Hilpertshof, Hochbach und Wildbad gehörten. Die 1813 gebildete Munizipalgemeinde war deckungsgleich mit dem Steuerdistrikt. Sie war in Verwaltung und Gerichtsbarkeit dem Landgericht Windsheim zugeordnet und in der Finanzverwaltung dem Rentamt Ipsheim. Mit dem Zweiten Gemeindeedikt (1818) löste sich Gallmersgarten mit Bergtshofen und bildete eine eigene Ruralgemeinde. Ab 1862 gehörte Burgbernheim zum Bezirksamt Uffenheim (1939 in Landkreis Uffenheim umbenannt) und ab 1856 zum Rentamt Windsheim (1919 in Finanzamt Windsheim umbenannt, seit 1972 Finanzamt Uffenheim). Die Gerichtsbarkeit blieb beim Landgericht Windsheim (1879 in Amtsgericht Windsheim umbenannt), seit 1973 ist das Amtsgericht Neustadt an der Aisch zuständig. Die Gemeinde hatte 1964 eine Gebietsfläche von 27,847 km².

### Chronik
- 741/742: Erste Erwähnung. Frankenherzog Karlmann stattete das neu gegründete Bistum Würzburg mit umfangreichen Zehntrechten aus, u. a. vom Krongutsbezirk Berenheim, dessen Mittelpunkt ein Königshof bildete.[19] Das geht aus einer Urkunde Kaiser Arnulfs aus dem Jahr 889 hervor, in der sich der Bischof die diversen Schenkungen anlässlich der Bistumsgründung bestätigen ließ.[20]
- 1000: In der Urkunde vom 1. Mai 1000 zur Festlegung der Grenzen des Wildbannes durch Kaiser Otto III. wurde ein Großteil der Fläche der Frankenhöhe in der ca. 90 km langen Grenzbeschreibung umrissen. Der Kaiser verlieh Bischof Heinrich von Würzburg den Wildbann über den zum castellum et villa Bernheim und Villa Liuthereshusun gehörenden Forst.[21][22]
- 1280: Mit dem Erwerb der Vogtei Bernheim durch Burggraf Friedrich III. von Nürnberg kam der Ort unter die Vogteiherrschaft der Zollern – der Bischof blieb jedoch Lehnsherr. Um diese Zeit wurde der Ort erstmals Burgbernheim genannt. Eine Unterscheidung von dem Bernheim am Main (Mainbernheim) war erforderlich geworden.
- 1385: Die Zollern teilten ihre Besitzungen in das „Oberland“ von Kulmbach und das „Unterland“ von Ansbach.
- 1415/17: Der Nürnberger Burggraf Friedrich VI. wurde mit der Mark Brandenburg belehnt. Er und seine Nachfolger führten den Titel Markgraf von Brandenburg.
- 1437: Burgbernheim kam im Rahmen eines Gebietsausgleichs zum „Obergebirgischen Unterland“ des Fürstentums Kulmbach/Bayreuth.
- 1449: Markgraf Albrecht Achilles führte den Ersten Markgrafenkrieg gegen die Reichsstädte. Rothenburger brannten den Ort ab. Die Bevölkerung suchte in der Kirchenburg Zuflucht.
- 1460–1463: Der Markgraf bekriegte den Herzog von Bayern-Landshut, die Bischöfe von Würzburg und Bamberg und andere.
- 1463: der Markgraf erhielt Burgbernheim (erneut) als Würzburger Lehen.
- 1500: Die Markgrafschaft gehörte bis zu ihrem Ende dem Fränkischen Reichskreis an.
- 1525: Burgbernheimer beteiligten sich am Bauernkrieg. Ein „Gregor (Krieger?) von Bernheim“, unter dessen Führung am 29. Mai 1525 sich die Burgbernheimer Bauern mit dem großen fränkischen Bauernheer vereinigt haben und am 4. Juni bei Sulzdorf/Ingolstadt im Ochsenfurter Gau vernichtend geschlagen wurden,[23] wurde in Verbindung mit Florian Geyer genannt. Markgraf Kasimir brandschatzte „Berna“ um 1200 Gulden.
- 1528: Markgraf Georg der Fromme führte die lutherische Lehre ein.
- 1557: Pest in Burgbernheim[24]
- 1618/48: Verwüstungen (durch Söldner von Peter Mansfeld[25]), Hunger und Pest im Dreißigjährigen Krieg. Am 30. Oktober 1631 verwüsteten kaiserliche Truppen des Generals Tilly den Ort. Sie erstürmten die Kirchenburg, in die sich die Bevölkerung geflüchtet hatte.
- 1756: Weil die Bayreuther Linie der Hohenzollern keinen männlichen Nachfolger hatte, ging die Herrschaft entsprechend den Hausverträgen an den Ansbacher Markgrafen über.[26][27]
- 1791/92: Nach Resignation des letzten Markgrafen (Passus im Vertragswerk des Friedens von Teschen vom 13. Mai 1779) am 16. Januar 1791 kam Burgbernheim mit dem Fürstentum Bayreuth als Verwaltungsgebiet Ansbach-Bayreuth zum Königreich Preußen.
- 1805: Am 15. Dezember 1805 fiel das Fürstentum Ansbach-Bayreuth im Tausch gegen das Kurfürstentum Hannover an Frankreich.
- 1806: Der bayerische Gesandte erklärte auf Weisung des Ministers von Montgelas am 16. August 1806 den Fränkischen Reichskreis für aufgelöst.[28][29]
- 1810: Nach über vierjähriger Zugehörigkeit zum Frankreich Napoleons kam das Fürstentum Bayreuth zum Königreich Bayern.
- 1864: 1. Juli 1864 Eröffnung der Eisenbahnstrecke von Würzburg nach Ansbach (oberer Bahnhof).
- 1898: 1. August 1898 Eröffnung des Teilstückes der Eisenbahnstrecke Windsheim–Steinach (unterer Bahnhof), das Teilstück Neustadt–Windsheim war bereits seit 6. August 1876 befahrbar. Damit war die Bahnstrecke Neustadt (Aisch)–Steinach bei Rothenburg durchgängig.
- 1954: Burgbernheim wurde Stadt.

### Eingemeindungen
Im Zuge der Gebietsreform in Bayern wurde am 1. Mai 1978 die Gemeinde Buchheim mit den am 1. Juli 1972 in sie eingegliederten Orten Pfaffenhofen und Schwebheim eingemeindet.

### Einwohnerentwicklung
Im Zeitraum 1988 bis 2018 stieg die Einwohnerzahl von 2654 auf 3297 um 643 Einwohner bzw. um 24,2 %.
Gemeinde Burgbernheim
| Jahr      | 1818   | 1840   | 1852   | 1861   | 1867   | 1871   | 1875   | 1880   | 1885   | 1890   | 1895   | 1900   | 1905   | 1910   | 1919   | 1925   | 1933   | 1939   | 1946   | 1950   | 1961   | 1970   | 1987   | 2011   | 2016   | 2017   | 2018   |
| Einwohner | 1439   | 1431   | 1641   | 1664   | 1758   | 1770   | 1823   | 1912   | 1829   | 1748   | 1780   | 1740   | 1728   | 1615   | 1671   | 1651   | 1720   | 2641   | 2768   | 2358   | 2357   | 2643   | 3074   | 2963   | 3198   | 3244   | 3297   |
| Häuser    | 205    | 263    |        |        |        | 314    |        |        | 335    | 318    |        | 312    |        |        |        | 330    |        |        |        | 384    | 441    |        | 760    |        | 953    | 988    | 997    |
| Quelle    | [ 33 ] | [ 34 ] | [ 35 ] | [ 36 ] | [ 37 ] | [ 38 ] | [ 39 ] | [ 40 ] | [ 41 ] | [ 42 ] | [ 35 ] | [ 43 ] | [ 35 ] | [ 44 ] | [ 35 ] | [ 45 ] | [ 35 ] | [ 35 ] | [ 35 ] | [ 46 ] | [ 18 ] | [ 47 ] | [ 48 ] | [ 49 ] | [ 49 ] | [ 49 ] | [ 49 ] |

Ort Burgbernheim
| Jahr      | 001818 | 001840 | 001861 | 001871 | 001885 | 001900 | 001925 | 001950 | 001961 | 001970 | 001987 |
| Einwohner | 1363   | 1347   | 1545   | 1592   | 1663   | 1602   | 1507   | 2619   | 2213   | 2209   | 2089   |
| Häuser    | 193    | 248    |        |        | 310    | 288    | 306    | 367    | 409    |        | 604    |
| Quelle    | [ 33 ] | [ 34 ] | [ 36 ] | [ 38 ] | [ 41 ] | [ 43 ] | [ 45 ] | [ 46 ] | [ 18 ] | [ 47 ] | [ 48 ] |

## Politik

### Stadtrat
Die Kommunalwahlen seit 2014 führten zu folgender Sitzverteilung:
|                           | 2014 | 2020 |
| ------------------------- | ---- | ---- |
| CSU                       | 6    | 5    |
| SPD                       | 4    | 5    |
| Freie Bürger Burgbernheim | 6    | 6    |

### Bürgermeister
Seit Mai 2002 ist Matthias Schwarz Erster Bürgermeister (Freie Bürger).

### Wappen und Flagge
Wappen
| Wappen von Burgbernheim | Blasonierung: „Gespalten; vorne in Gold ein halber schwarzer Adler am Spalt; hinten geteilt von Rot und Gold; oben eine silberne Burg, unten ein links gewendeter schwarzer Bär.“ |
| Wappen von Burgbernheim | Wappenbegründung: Das Wappen ist von einem Siegel abgeleitet, das im Schild den halben Reichsadler sowie die Burg und den Bären zeigt, die beide redend für den nicht mehr verstandenen Ortsnamen stehen. Die Farben stehen seit dem 19. Jahrhundert fest. Burgbernheim führt seit dem 17. Jahrhundert ein Wappen. |

Flagge
Die Gemeindeflagge ist schwarz-gelb.

## Kultur und Sehenswürdigkeiten

### Baudenkmäler
- Spätmittelalterliche Kirchenburg am Osthang des Kapellenbergs, vermutlich Erweiterung der im Jahr 1000 erwähnten Burg (castellum) Berenheim.
Erhalten sind:
  - St.-Johannes-Kirche, im 19. Jahrhundert neugotisch erweitert, wobei von dem Vorgängerbau (1102) das sehenswerte romanische Portal übernommen wurde; gotischer Chor von 1444
  - Torhaus aus dem Jahre 1545. Das früher mit einer Zugbrücke versehene stattliche Fachwerkgebäude schützte den Zugang zur Kirchenburg und diente als Wachtturm. In einem Türmchen auf dem Torhaus befindet sich das „Neunuhrglöcklein“.
  - Der Seilersturm im Nordosten ist der einzige erhaltene Eckturm. Fachwerkobergeschoss aus dem 16. Jahrhundert.
- ehemalige Rossmühle, 1558 erbaut, interessantes Fachwerkobergeschoss, früher eine mit Pferdekraft betriebene Mühle, wird heute für Veranstaltungen genutzt
- Schloss Burgbernheim (1787)
- Schloss Wildbad (1798)
- Das begehbare Kriegerdenkmal 1914–1918 auf dem Kapellenberg wurde 1923/24 für die 84 Gefallenen des Ersten Weltkriegs aus Burgbernheim errichtet. Nach 1945 erfolgte die Nachwidmung des Denkmals für die 205 im Zweiten Weltkrieg gefallenen Männer aus Burgbernheim. Alle Namen sind auf Ehrentafeln verzeichnet. (Aufgrund der leeren Gemeindekasse wurde zunächst ein „Heldenhain“ in Form des Eisernen Kreuzes auf dem Himmelfahrtsberg angelegt.[54][55])
- Das Rathaus wurde 1803 auf dem Grund eines Vorgängerbaues von 1616 neu erbaut. Der unterirdisch im Viereck um das Rathaus herumgeführte Ortsbach dürfte früher eine Schutzfunktion ausgeübt haben.

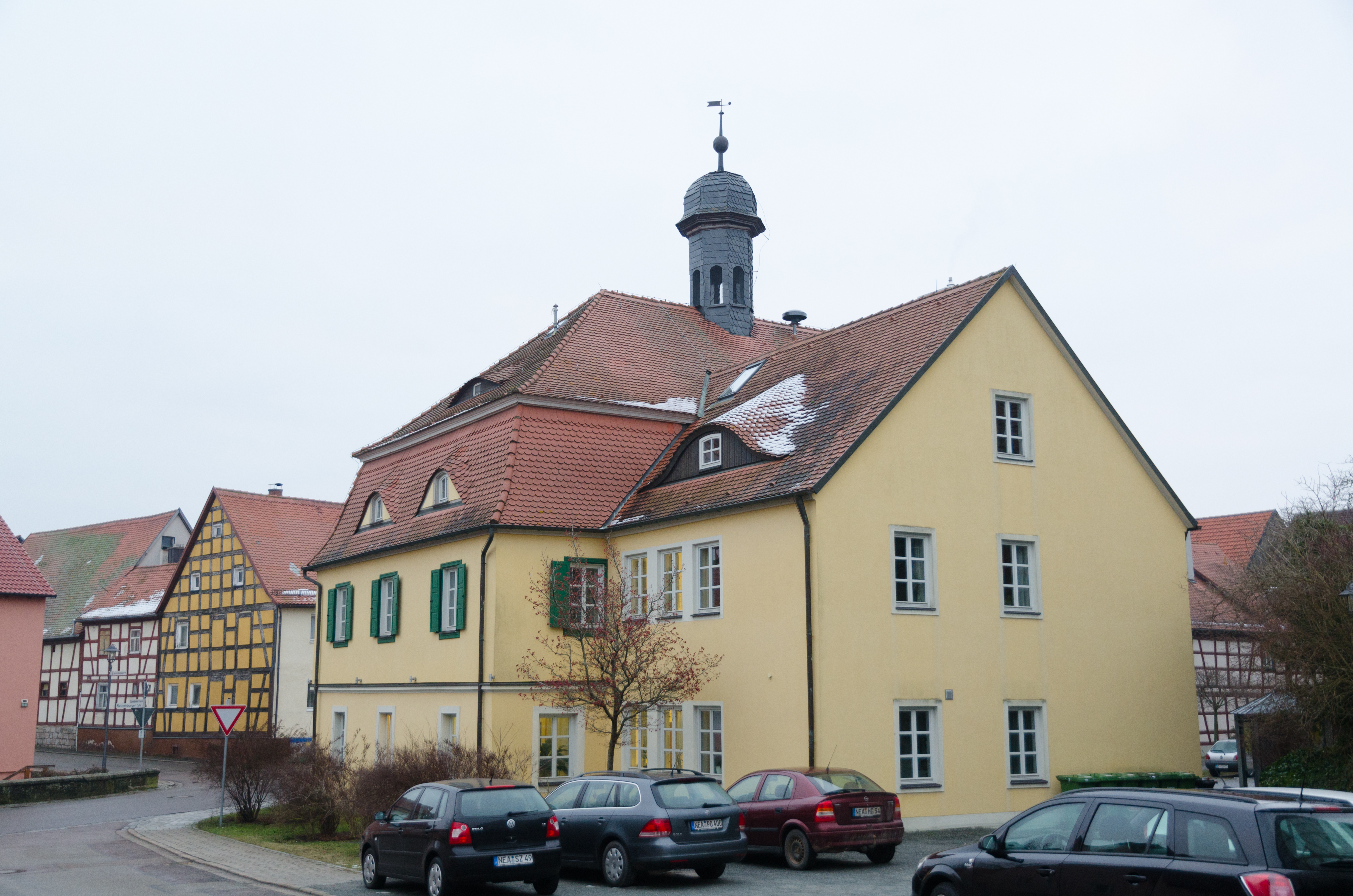
Rathaus
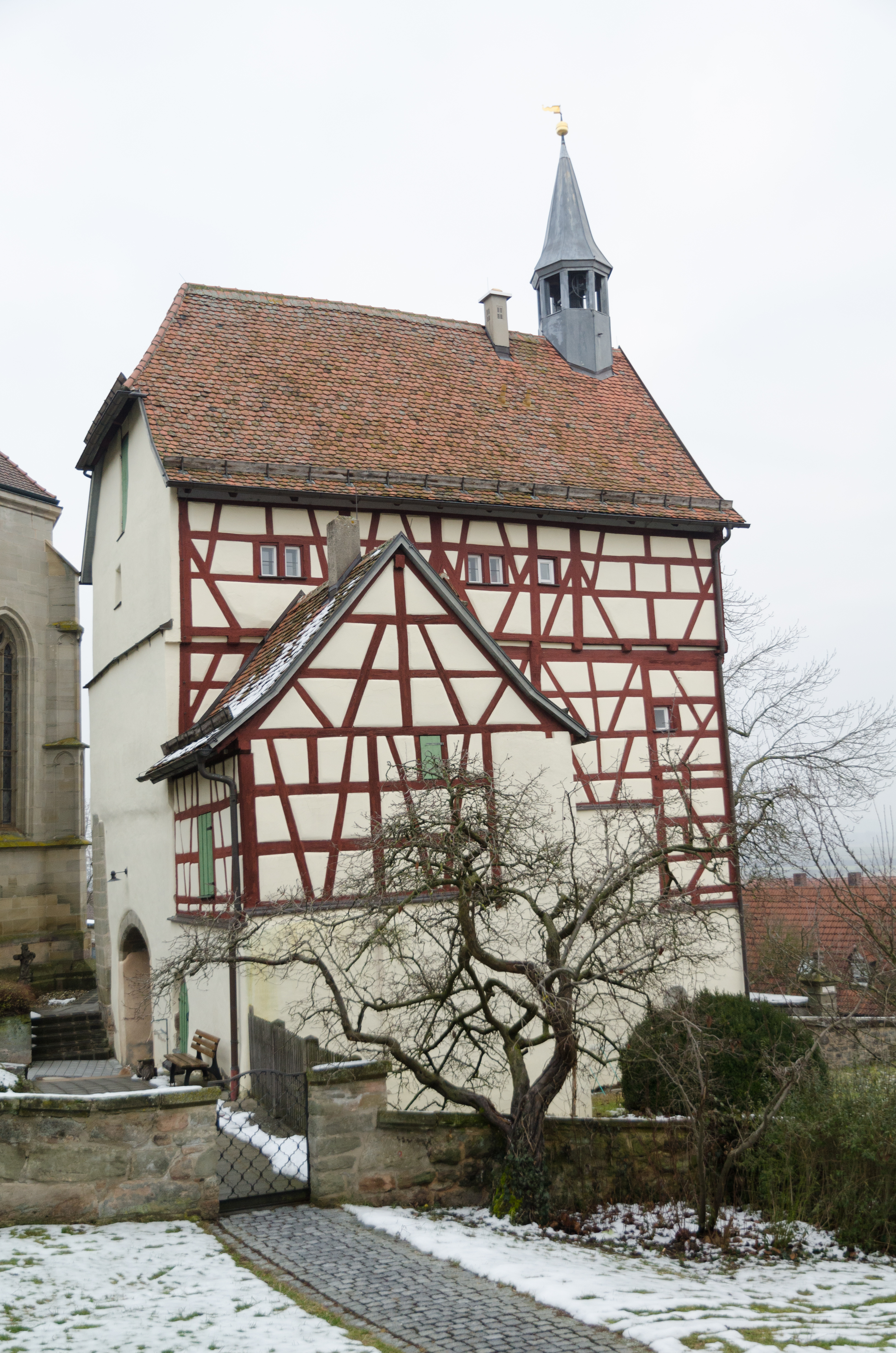
Torhaus der ehemaligen Kirchhofbefestigung
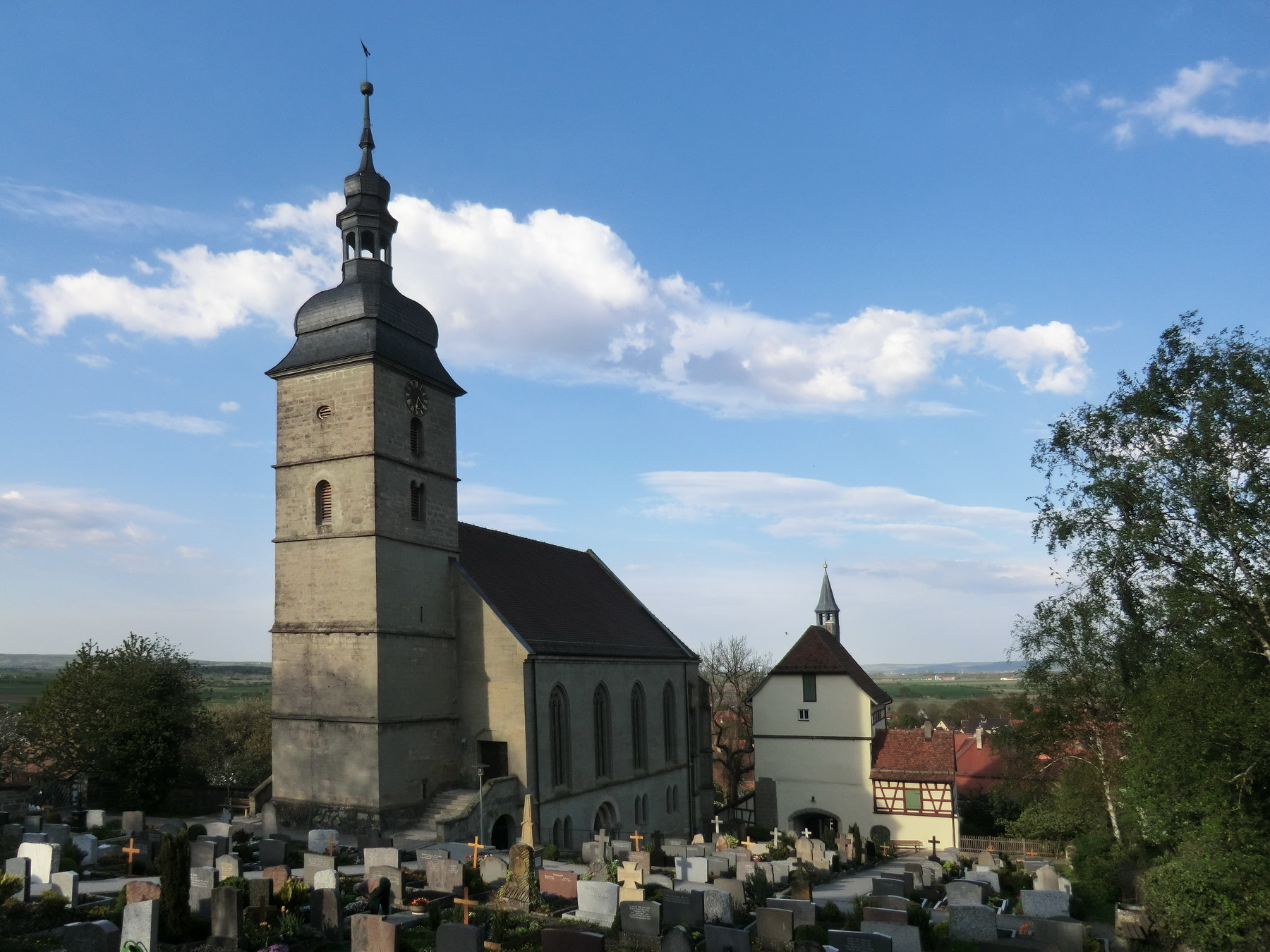
Evangelisch-lutherische Stadtpfarrkirche St. Johannes der Täufer
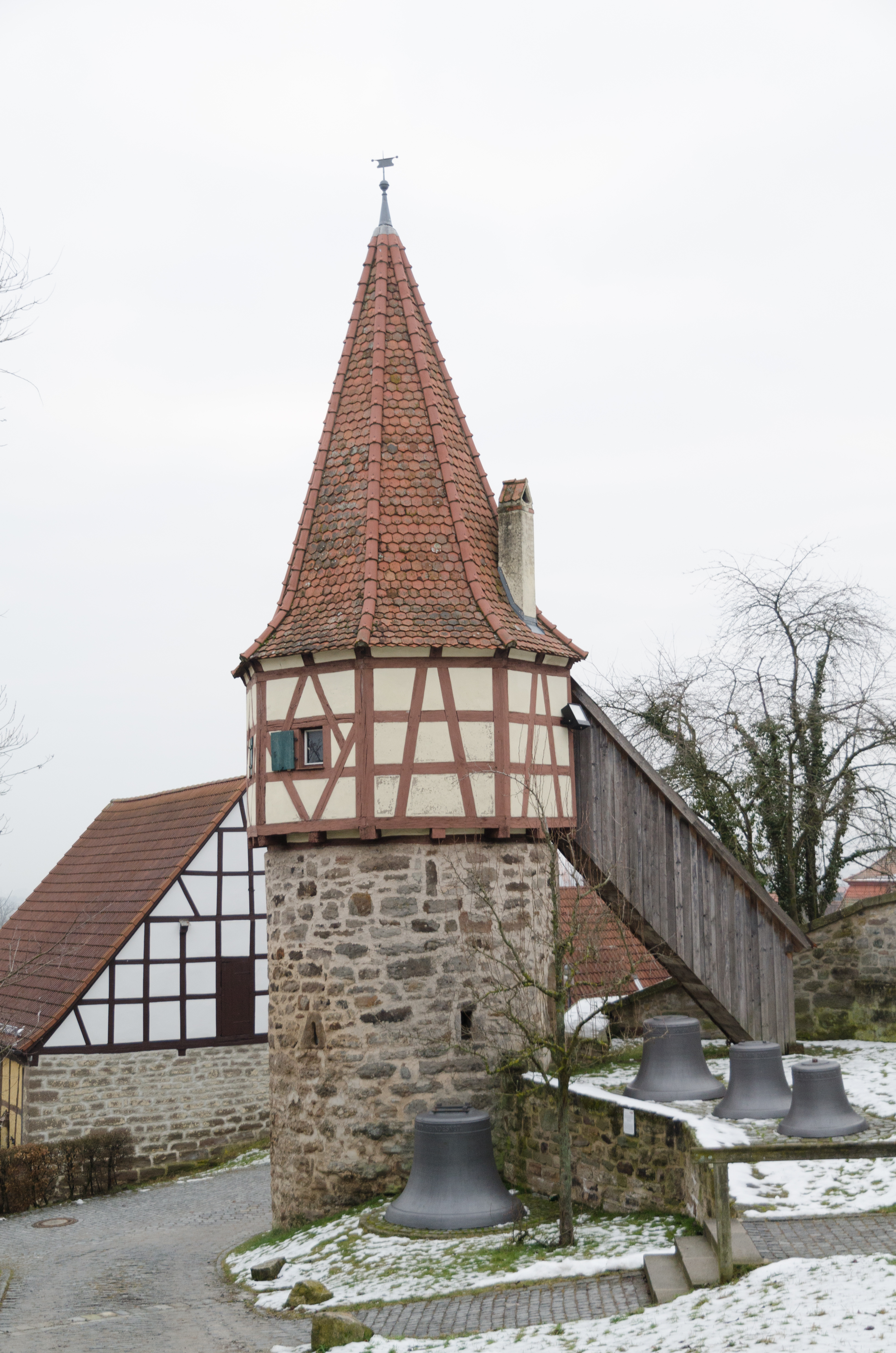
Seilersturm
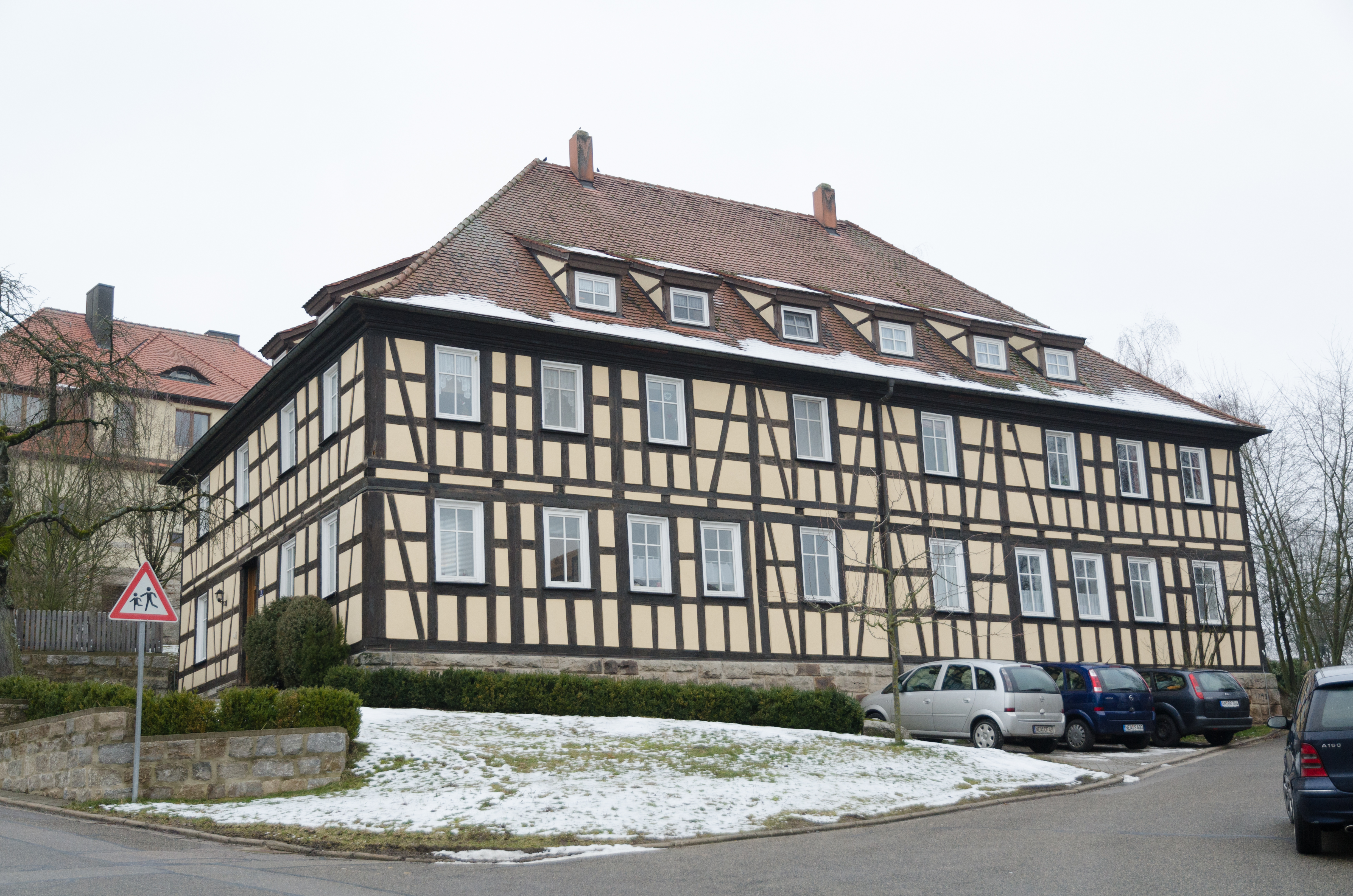
Ehemaliges Schulhaus
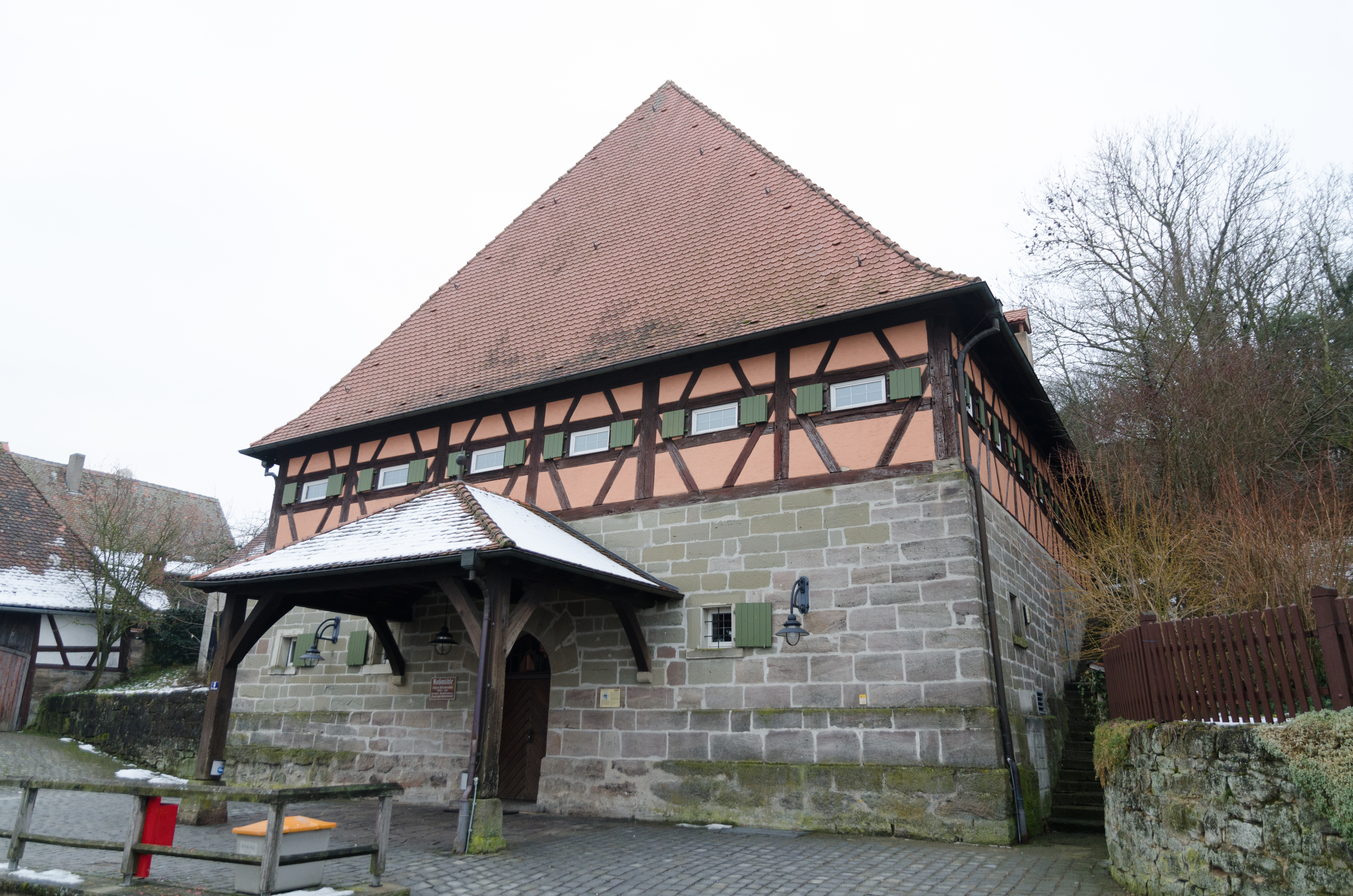
Ehemalige Rossmühle, 1558 erbaut
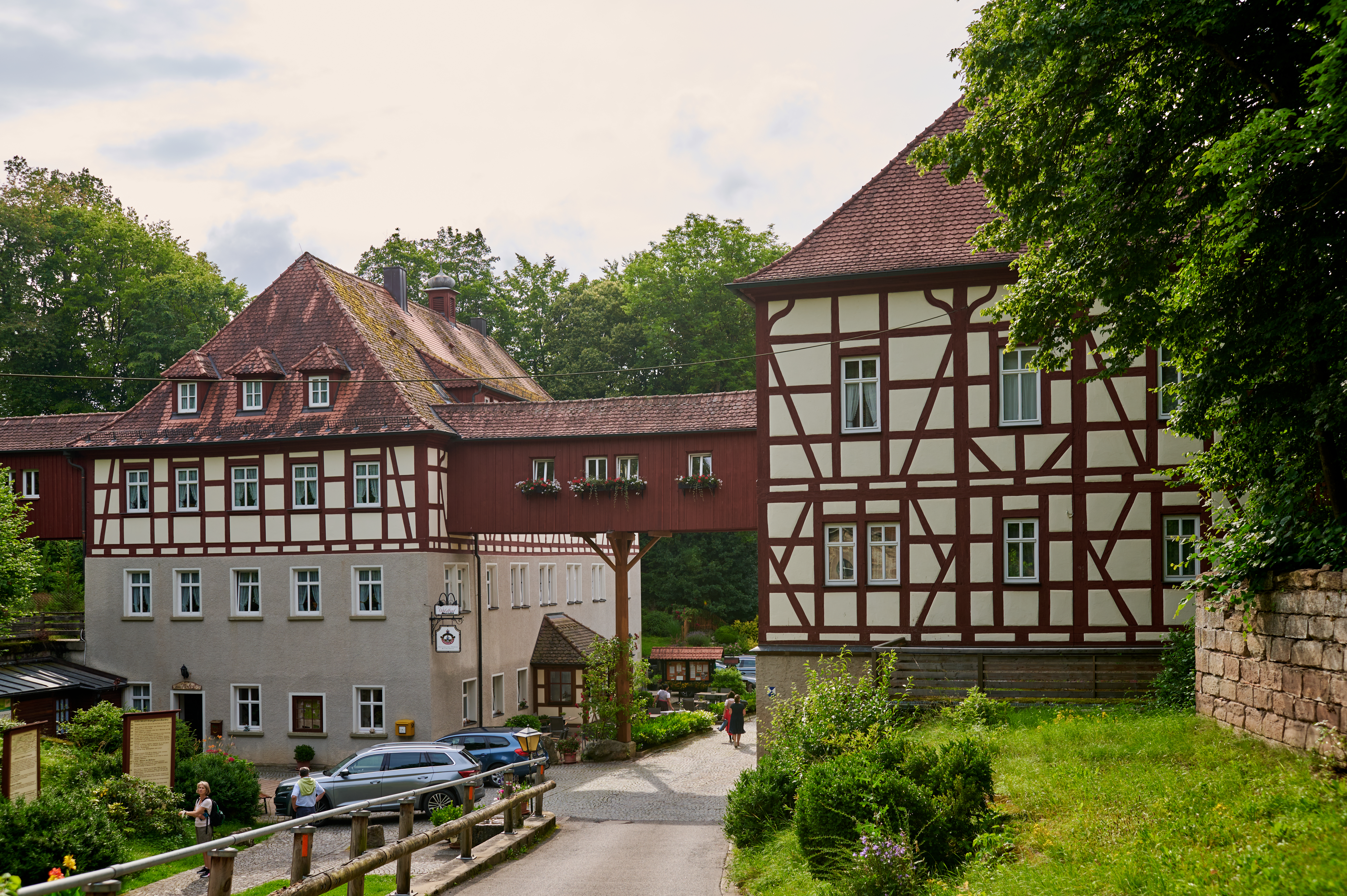
Gasthaus in Wildbad

### Streuobstwiesen und Schafweiden
Burgbernheim besitzt infolge der Lage am Trauf der Frankenhöhe ausgedehnte Streuobstwiesen, die meist auch als Schafweiden genutzt werden. Hier sollen etwa 30.000 Obstbäume verschiedener Obstarten wachsen.
In den Streuobstwiesen dominieren Zwetschgen, die etwa zwei Drittel der Obstbäume ausmachen. Eine seltene Besonderheit darunter ist die Rote Dattelzwetschge mit typisch säbelförmigem Fruchtstein. Etwa ein Drittel besteht vorwiegend aus Äpfeln, weniger aus Birnen und Kirschen. Unter den Apfelsorten sind vor allem der Edelborsdorfer mit mehreren Altbäumen zu erwähnen. Auch bei den Birnen gibt es mit der Latschenbirne (hier Wasserbirne genannt), dem Großen Katzenkopf (Catillac) und der regionalen Sorte Trumbirne (auch „Drummbirn“) pomologische Seltenheiten.
Auf den Schafweiden finden sich als Besonderheiten sehr selten die Herbst-Drehwurz (Spiranthes spiralis) und an feuchteren Stellen der Erdbeer-Klee (Trifolium fragiferum) sowie die Roggen-Gerste (Hordeum secalinum).

### Senderanlage
In unmittelbarer Nachbarschaft von Burgbernheim steht der Sender Burgbernheim der Betreibergesellschaft Deutsche Funkturm. Er ist nur 5 km vom Sender Büttelberg entfernt.

### Fränkisches MundArt-Festival Edzerdla

#### Edzerdla 2016
Auf Initiative des fränkischen Mundartdichters Helmut Haberkamm wurde das 1. Fränkische MundArt-Festival am 18. und 19. Juni 2016 von der Stadt Burgbernheim auf dem Kapellenberg veranstaltet. Mit 70 Dialektkünstlern und 150 Mitwirkenden aus Literatur, Musik, Theater, Kleinkunst und Kabarett bot das Festival „Edzerdla“ einen umfassenden Überblick über die fränkische Mundartszene. Den etwa 3600 begeisterten Besuchern wurde das umfangreiche Programm auf drei Bühnen präsentiert.

#### Edzerdla 2018
Am 16. und 17. Juni 2018 fand das Fränkische MundArt-Festival Edzerdla zum zweiten Mal statt, wieder durchgeführt von der Stadt Burgbernheim, unterstützt von einem ehrenamtlichen Helferteam.
Mit 40 Bühnenbeiträgen aus Literatur, Musik, Kabarett und Theater zeigte Edzerdla erneut die große Bandbreite der fränkischen Mundart-Szene auf. Mehr als 3000 Besucher genossen in herrlicher Umgebung auf dem Kapellenberg die Darbietungen. Die rund 30 Solisten und Gruppen, die zum ersten Mal auftraten, zeigten das große und lebendige Potential auf, das in dieser Veranstaltung steckt, die bei der Erstausgabe als  „Fränkisches Woodstock“ bezeichnet wurde.
Der künstlerische Leiter Helmut Haberkamm verwies in seinem humorvollen Beitrag auf die besonderen Aspekte der fränkischen Mundart, durch die der Dialektsprecher Bereiche erschließen kann, die dem Hochdeutschen nicht zugänglich sind. Von Haberkamm stammen auch Übertragungen von Liedern und Bibeltexten ins Fränkische, die beim ebenfalls zum zweiten Mal auf dem Kapellenberg ausgetragenen Mundartgottesdienst am Sonntagmorgen zum Einsatz kamen.

#### Edzerdla 2024
Am 7., 8. und 9. Juni 2024 fand das Fränkische MundArt-Festival Edzerdla mit fränkischen Dialektkünstlern aus den Bereichen Musik, Literatur, Kabarett und Kleinkunst zum dritten Mal erneut am Kapellenberg und auf der Streuobstwiese statt mit dem zugehörigen Mundartgottesdienst am Sonntagvormittag.
Mit mehreren Tausend Besuchern fand das von der Stadt Mainbernheim mit 150 ehrenamtlichen Helfern veranstaltete Mundartfestival wieder eine große Resonanz (Organisatorischer Leiter: 1. Bürgermeister Matthias Schwarz).
Künstlerischer Leiter war wie in den Vorjahren der Initiator von Edzerdla Helmut Haberkamm. Bei der Auswahl der über 120 Künstler und Künstlerinnen (mit rund 40 Auftritten) wurden nicht nur bereits  überregional bekannte Größen (wie der Erlangener Klaus Karl-Kraus, der auf der Haupttribüne moderierte), sondern auch weniger bekannte Darsteller aus den 3 fränkischen Regierungsbezirken eingeladen, um die Vielfalt und Breite der fränkischen Mundartszene zu dokumentieren. Mit der Hohenloher Band Annawech war erstmals auch eine Gruppe aus dem fränkisch geprägten Teil von Baden-Württemberg dabei. Auch ein Nachwuchswettbewerb war ausgeschrieben (bis 29 Jahre mit fränkischem Vortrag als einziger Teilnahmebedingung).
Der beliebte Mundartgottesdienst (700 Besucher) wurde von den Pfarrern Rainer Schmidt aus Burgbernheim und Claus Ebeling aus Lichtenau gemeinsam gestaltet. Pfarrer Ebeling ist federführend im Arbeitskreis Mundart der evangelischen Kirche, der Kirchenlieder und Bibeltexte ins Fränkische überträgt.

## Kulinarische Spezialitäten
Als Burgbernheimer Spezialität ist der „Bernemer Zwetschgenschnaps“ bekannt. 2014 wurde die Genossenschaft Streuobst Mittelfranken-West in Burgbernheim gegründet, die zahlreiche Streuobstsäfte und -schorlen unter dem Markennamen „EinHeimischer“ vertreibt.

## Wirtschaft und Infrastruktur

### Verkehr
Die Bundesstraße 13 führt von Nordwesten nach Südosten durch das Burgbernheimer Gemeindegebiet, die Bundesstraße 470 führt von West nach Ost, beide kreuzen sich auf dem Gebiet der Nachbargemeinde Marktbergel. Die Kreisstraße NEA 43 verläuft die B 470 kreuzend nach Mörlbach (5,5 km nordwestlich) bzw. nach Marktbergel zur B 13 (3,5 km östlich). Die Kreisstraße NEA 52/AN 7 verläuft nach Hornau (4 km südlich) bzw. zur B 470 (2,3 km nordöstlich). Ein Anliegerweg führt zur Aumühle (1 km nördlich).
Seit Juni 1997 gehört das Stadtgebiet zum Verkehrsverbund Großraum Nürnberg. Der Haltepunkt Burgbernheim (früher Bahnhof Burgbernheim Markt) an der Bahnstrecke Steinach bei Rothenburg–Bad Windsheim wird seitdem von der RB 81 Neustadt (Aisch)–Steinach (b. R. o. d. T.) bedient.
Im Jahre 1978 wurde die Station Burgbernheim Bahnhof an der Bahnstrecke Treuchtlingen–Würzburg von der Bundesbahn aufgegeben. Dieser Bahnhof wurde im Dezember 2010 als Haltepunkt Burgbernheim-Wildbad wieder in Betrieb genommen und wird von der Linie RE 80 Würzburg–Ansbach–Treuchtlingen(–Augsburg–München) bedient.

### Ansässige Unternehmen
Das holzverarbeitende Unternehmen Rettenmeier betreibt im Stadtgebiet ein Werk. Auch die Produktionsanlage der Brothaus-Bäckerei liegt im Industriegebiet. Weitere Industriebetriebe sind Allod Werkstoff GmbH & Co. KG, WECUBEX Rohrtechnik GmbH, UBB Umformtechnik GmbH, Binderholz Burgbernheim GmbH, Niebling Technische Bürsten GmbH, Burkholz Blechbearbeitung GmbH, Bratke Kunststofftechnik GmbH, Endress Holzfeuerungen.

## Persönlichkeiten
- Konrad Ehrensberger (1936–2009), Flottillenadmiral, in Burgbernheim geboren